# Максим Тотемский
Максим Тотемский — ієрей, святий. Жив в першій половині XVII століття.

## Біографія
Праведний Максим, ієрей Тотемський, деякий час був священиком у місті Тотьмі Вологодської єпархії. Протягом сорока років він проходив важкий подвиг юродства заради Христа, постійно перебуваючи в пості й молитві. Блаженний Максим помер у глибокій старості в січні 1650 року і був похований у Воскресенській церкві, в якій служив.Там же перебуває й ікона праведника. 
Шанування святого почалося в 1715 році, у зв'язку з численними чудесами, які відбувалися біля його гробниці та його приліченням до лику святих.
Пам'ять праведного Максима відзначається 16/29 січня. 